# Autostrada A4
La Autostrada A4 (llamada también Serenissima) es una autopista italiana que atraviesa de oeste a este toda la llanura padana, partiendo de Turín, pasando por Milán y finalizando en Sistiana (en cercanías de la ciudad de Trieste), desde donde continúa hacia Trieste con el nombre de Raccordo Autostradale RA13.
Tiene numerosas interconexiones con otras autopistas y posee en casi todo el tramo Turín-Venecia 3 carriles por sentido de circulación más un carril de emergencia (excepto de pocos tramos que coinciden con el paso sobre ríos). Asimismo en el tramo posee un tramo de 4 carriles por sentido entre Milano-Este y Bérgamo.

## Historia
El primer tramo construido fue Milán-Brescia, habilitado al tránsito en 1927 entre Milán y Bérgamo y en 1931 entre Bérgamo y Brescia. 

## La autopista en la actualidad
Es la autopista con mayor tráfico de Italia considerando la relación diaria de vehículos por km.
El recorrido total de aproximadamente 530 km es gestionado de distintas empresas como "SATAP", "Autostrade per l'Italia S.p.A.", "Autostrada Brescia-Verona-Vicenza-Padova", "Società delle Autostrade di Venezia e Padova", "CAV S.p.A" y "Autovie Venete".
A diferencia de las otras dos grandes autopistas italianas (la A1 y la A14), la A4 no está constituida por un tramo único sino por tres grandes tramos (inicio-Milán, Milán-Venecia y Venecia-fin), en los cuales se encuentran tramos sin peaje y la numeración recomienza de cero.

## Tramos

### Turín-Milán
Este tramos es gestionado por la empresa concesionaria SATAP y posee en su totalidad 3 carriles por sentido de circulación. Su longitud es de aproximadamente 125 km de los cuales 100 km están en territorio piamontés, y el resto en territorio lombardo).
Este tramo finaliza en el distribuidor de Milano-Certosa.

### Milano-Brescia

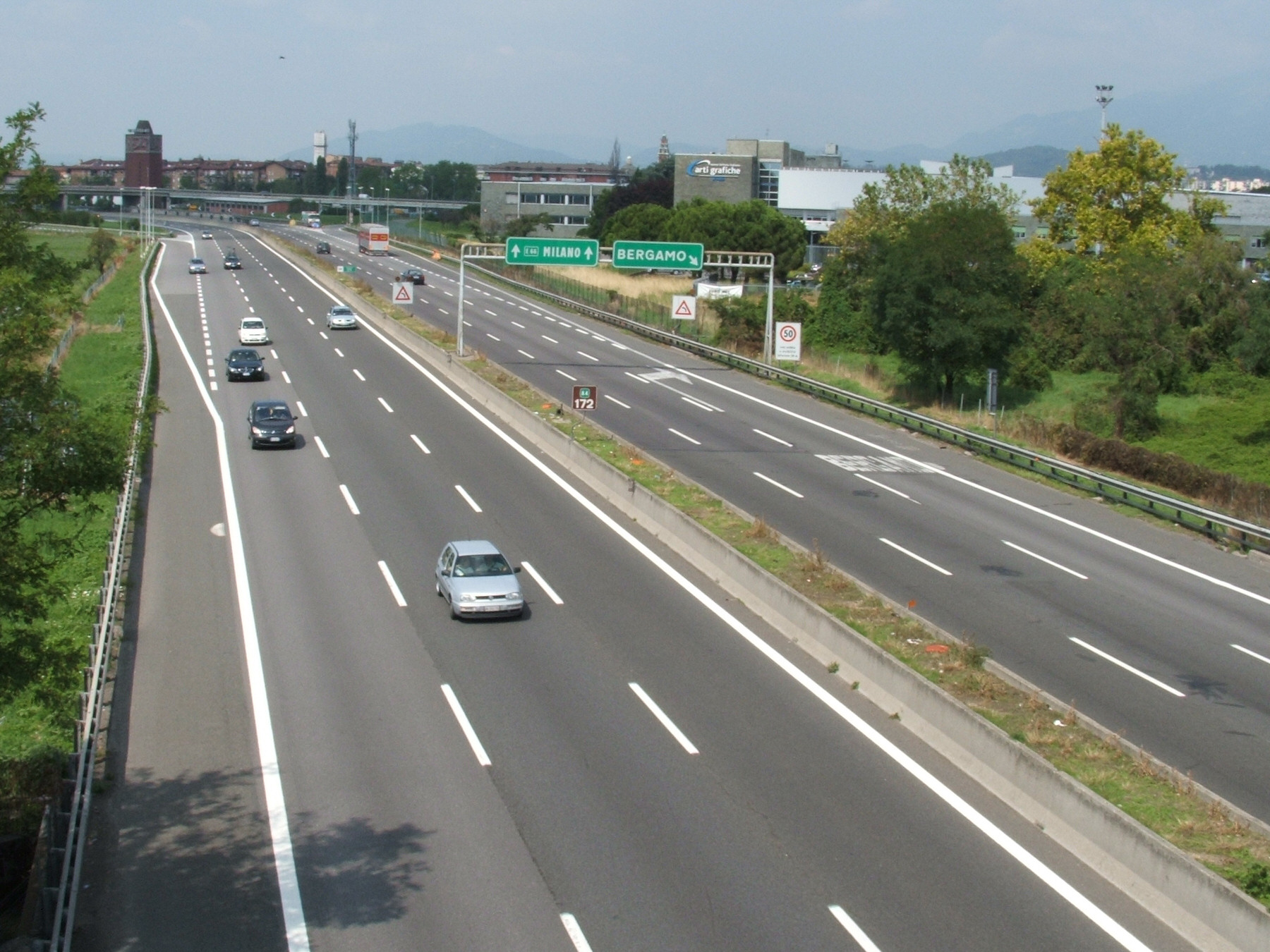
A4 en la salida de Bérgamo

Desde el distribuidor de Milano-Certosa se inicia nuevamente de cero el kilometraje y se inicia el tramo gestionado por la sociedad Autostrade per l'Italia SpA por aproximadamente 90 km. Luego de abandonar la zona de Milán la A4 prosigue en dirección de la ciudad de Brescia atravesando zonas muy urbanizadas. Más adelante, en cercanías de Monza, se sitúa el peaje Milano Est y se vincula con la Autostrada A52 (tangencial norte de Milán).
El tramo comprendido entre los peajes de Milano Ghisolfa y de Milano Est se denomina tratto urbano A4 (tramo urbano de la A4) por lo que todas la interconexiones intermedias no tienen peaje.
El tramo Milán-Bérgamo fue ampliado en 2007 a 4 carriles más carril de emergencia por sendido de circulación.

### Brescia-Venecia
En el punto kilométrico 92,6 cambia la empresa que gestiona la autopista a Autostrada Brescia-Verona-Vicenza-Padova S.p.A. Este tramo de aproximadamente 170 km se desarrolla en territorio de las regiones de Lombardía y Véneto.
En cercanías de la ciudad de Verona se cruza con la Autostrada A22 y poco más al este, en la zona de la ciudad de Vicenza, se encuentran los únicos túneles de toda la traza.
En Padua se cruza con la Autostrada A13 (Padua-Bolonia) y cambia nuevamente la sociedad que la gestiona, comenzando el tramo administrado por Società delle Autostrade di Venezia e Padova.

### Passantede Mestre

El trazado del Passante de Mestre (azul)

El Passante de Mestre es un tramo de la Autostrada A4 abierto al tráfico el 8 de febrero de 2009 que reemplaza al sector de la autopista que atravesaba la zona urbana de Mestre. Históricamente este pequeño tramo de la A4 llamado Tangenziale de Mestre se caracterizaba por las grandes congestiones de tráfico originadas en la enorme cantidad de camiones que ingresaban y egresaban de la zona industrial cercana a la ciudad de Venecia.
Este nuevo sector tiene una longitud de 32,3 km y en todo su trazado posee 3 carriles por sentido de circulación más un carril de emergencia. Es gestionado por la empresa CAV S.p.A (propiedad en un 50% de ANAS y en un 50% de la Regione Veneto). Las autoridades calculan que el passante absorberá entre el 35 y el 40% del tráfico del anterior trazado, ahora denominado Autostrada A57 (Tangenziale di Mestre).
La autopista se cruza con la autostrada A27 (Mestre-Belluno) y el ingreso al Aeropuerto de Venecia.

### Venecia-Sistiana (Trieste)
La autopista por aproximadamente 120 km tiene 2 carriles por sentido de circulación. El tramo continúa por algunos kilómetros en territorio del Véneto hasta la salida de Portogruaro que coincide con la parte inicial de la Autostrada A28. Luego ingresa a la región Friuli-Venecia Julia. Un poco más al este, en las proximidades de Palmanova, desde la A4 nace la Autostrada A23 hacia Austria a través de la frontera de Tarvisio.